# Circonscription de Moyale
La circonscription de Moyale est une des 177 circonscriptions législatives de l'État fédéré Oromia, elle se situe dans la Zone Borena. Son représentant actuel est Husen Galgalo Boru.